# Bạc má đen miền nam
Bạc má đen miền nam, tên khoa học Melaniparus niger, là một loài chim trong họ Paridae.

## Hình ảnh

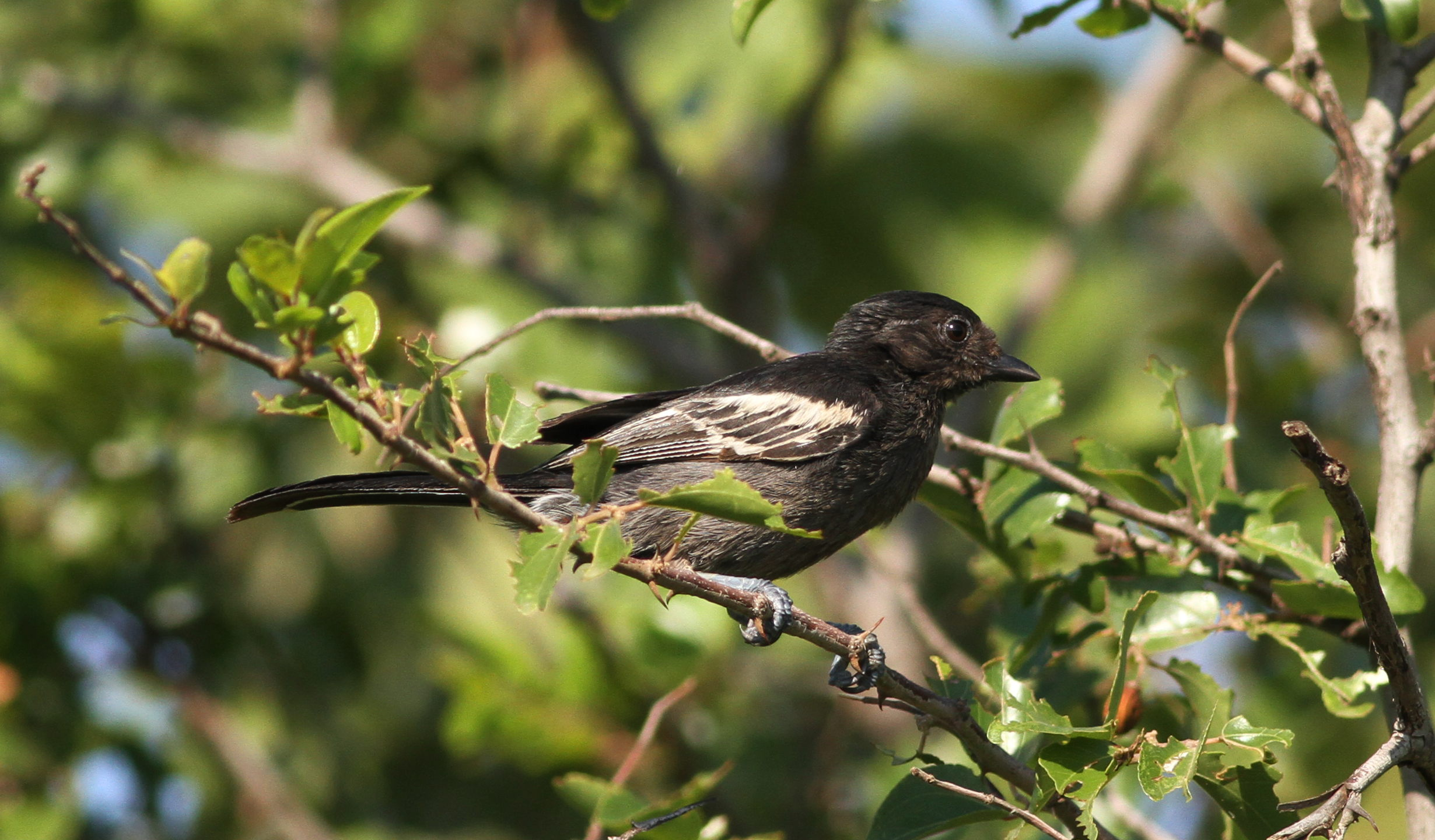
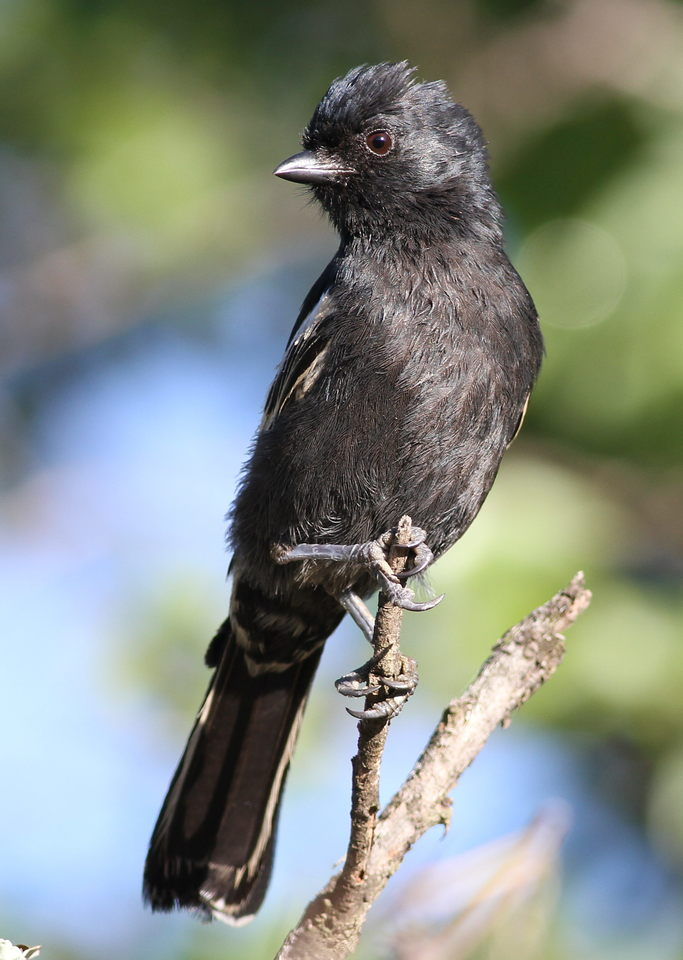
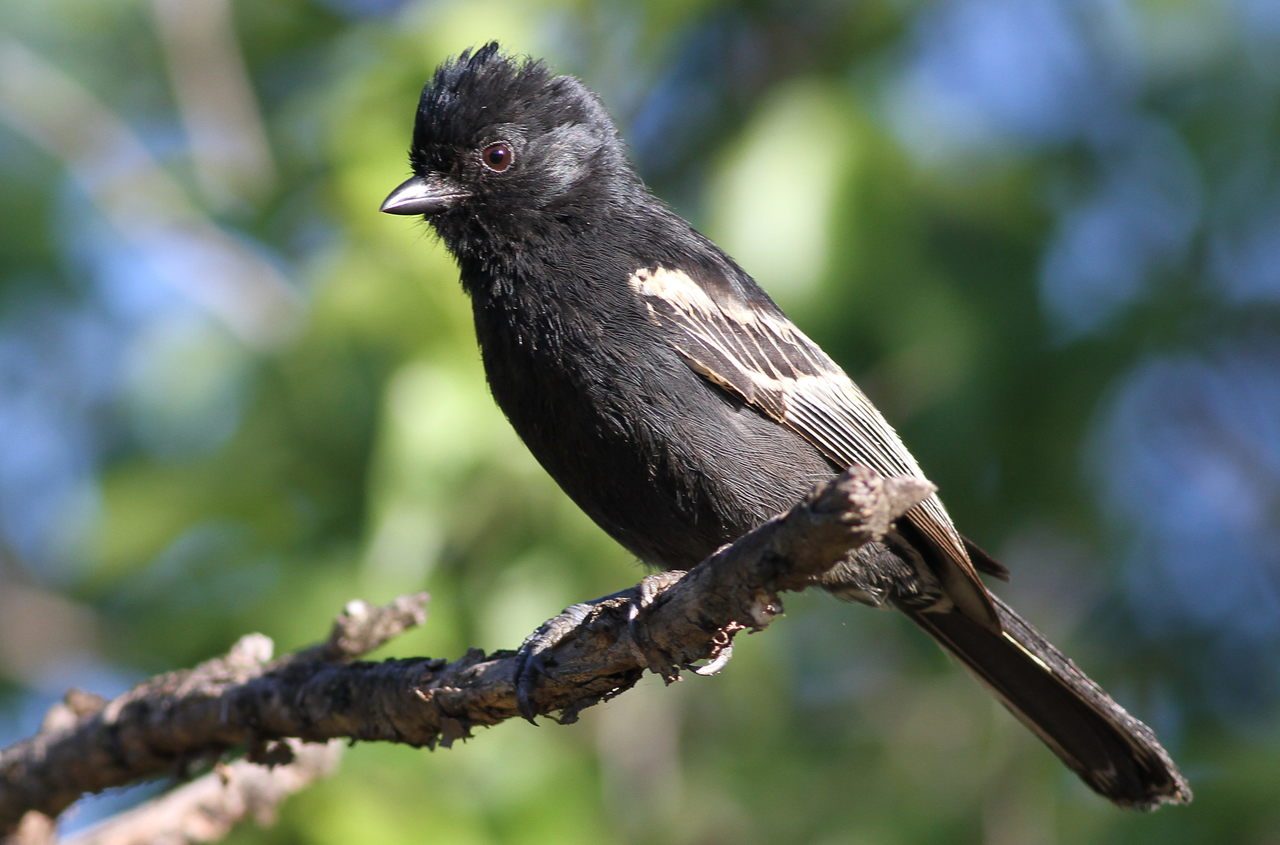
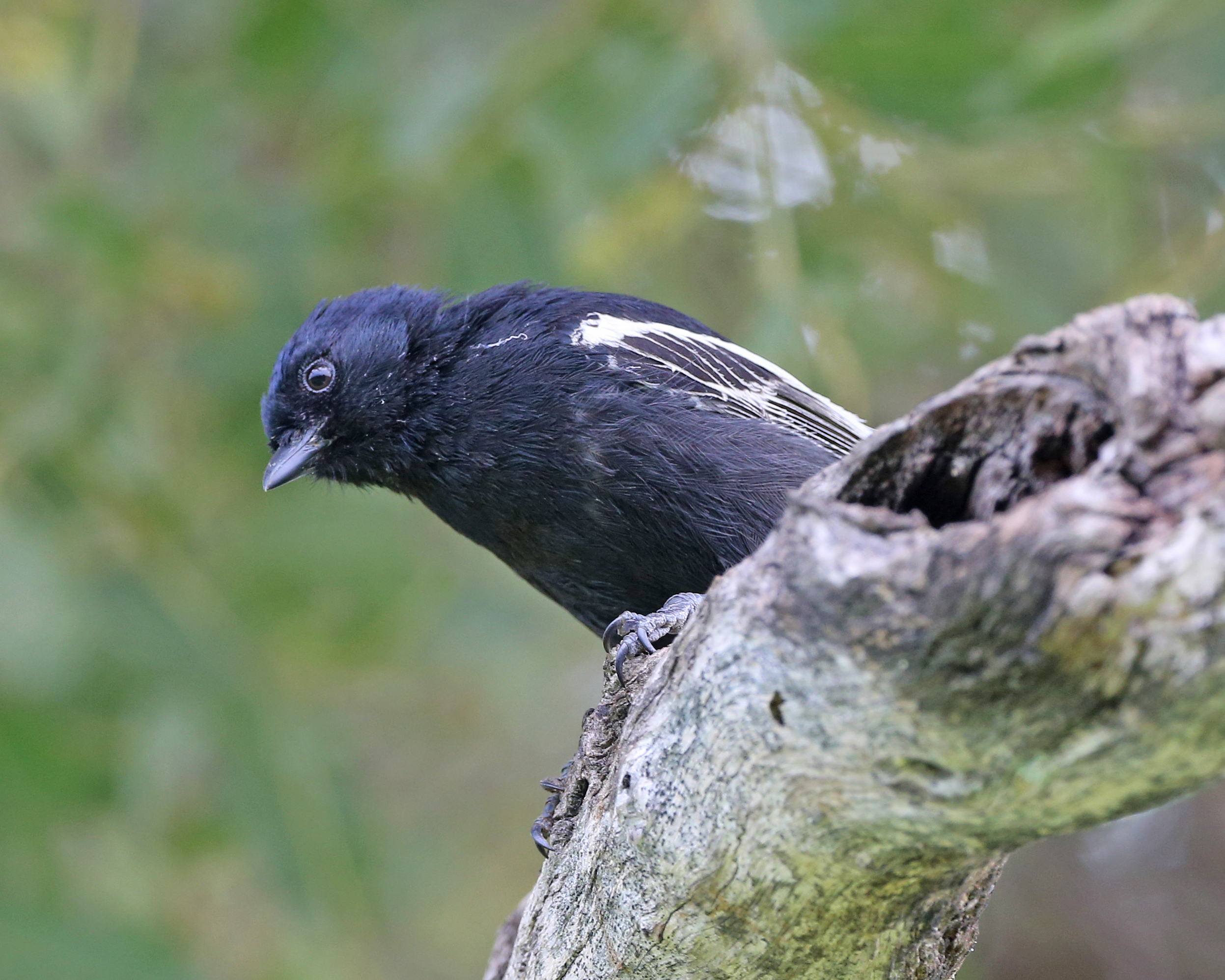
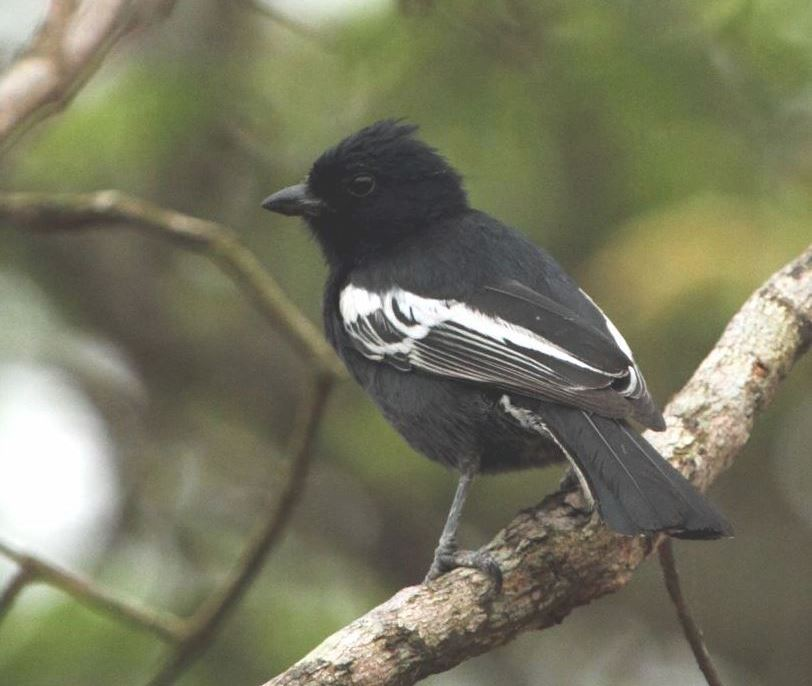
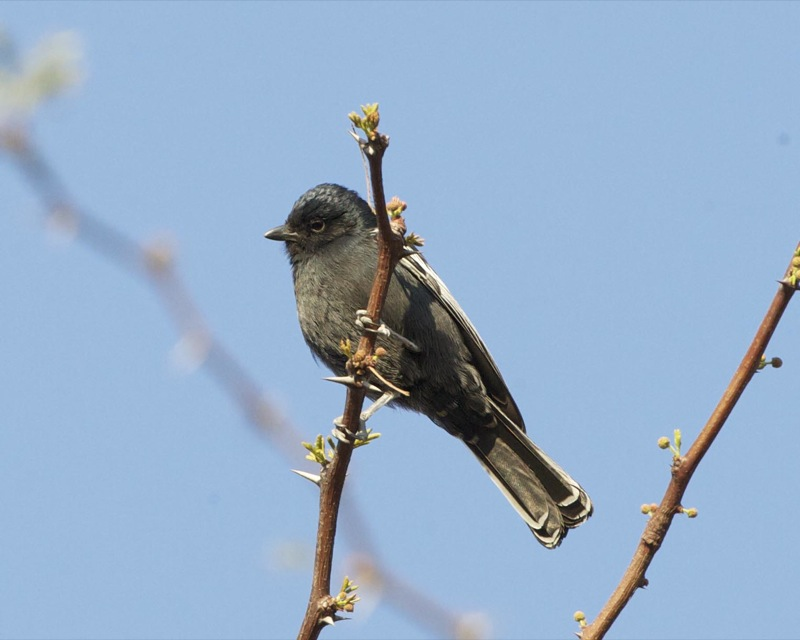
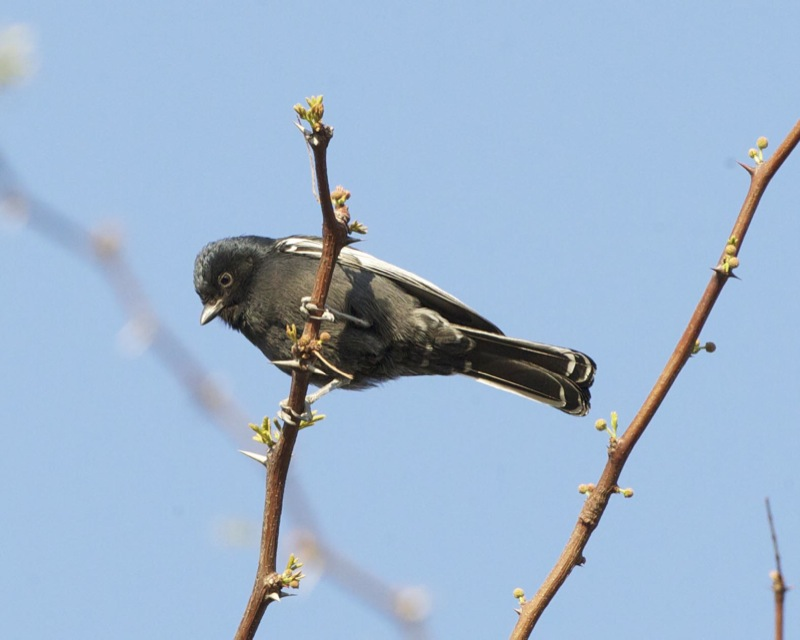